# Лаеща дървесница
Лаеща дървесница (Hyla gratiosa) е вид земноводно от семейство Дървесници (Hylidae).

## Разпространение
Видът е разпространен в САЩ (Алабама, Вирджиния, Делауеър, Джорджия, Кентъки, Луизиана, Мериленд, Мисисипи, Северна Каролина, Тенеси, Флорида и Южна Каролина).